# 笠神 (多賀城市)
笠神（かさがみ）は、宮城県多賀城市の町名。現行行政地名は笠神一丁目から笠神五丁目。

## 地理
多賀城市の東部に位置する。北は塩釜市新富町、舟入、芦畔町、牛生町、花立町、東は七ヶ浜町遠山、同市大代に、西は同市下馬に隣接している。区域内には貞山運河が流れている。

## 施設
- 宮城県多賀城高等学校
- 多賀城市立東豊中学校
- 塩竈市立第三中学校（運営は塩竈市）
- 多賀城市立多賀城東小学校
- 西園寺
- 笠神簡易郵便局

## 交通
域内を鉄道は通っていない。仙石線の下馬駅や西塩釜駅が最寄り駅となる。

### バス
- 宮城交通 多賀城東部線

### 道路
- 宮城県道23号仙台塩釜線
- 宮城県道58号塩釜七ヶ浜多賀城線